# Шугарлендський експрес
«Шугарлендський експрес» (англ. The Sugarland Express) — американська кінодрама, перший повнометражний фільм режисера Стівена Спілберга, у головних ролях якого знялися Ґолді Гоун, Бен Джонсон. Кінострічку засновано на реальних подіях, що відбулися в Техасі в 1969 році. У США фільм було презентовано 5 квітня 1974 року.. Фільм брав участь в основній конкурсній програмі 27-го Каннського міжнародного кінофестивалю (1974).

## Сюжет
Лу Джин Поплін, що тільки вийшла з тюрми, вмовила свого чоловіка Кловіса Майкла Попліна залишити центр дострокового звільнення, в якому йому залишилося відбути 4 місяці, задля того, щоб забрати їхнього дворічного сина від прийомних батьків, які мешкають в містечці Шугарленд. По дорозі їх зупинив поліцейський Максвелл Слайд. Попліни викрали машину й намагалися втекти від патрульного, та машина врізалася в дерево, тому вони викрали Слайда й змусили його їхати до Шугарленду. Із ними почав переговори капітан Гарлін Теннер, що 18 років пропрацював у поліції й не вбив жодну людину. Капітан залучив до цієї операції більшість поліцейських штату, та йому так і не вдалося зупинити Поплінів. Вони заночували в трейлері, а вранці їх помітив місцевий мешканець, що рік тому був добровольцем у поліції й відкрив по втікачах вогонь. Капітану Теннеру вдалося домовитися з Поплінами про те, що вони доїдуть до Шугарленду для того, щоб забрати сина мирно, та в цей час відправив до будинку прийомних батьків їхнього сина поліцейських, що мали вбити з вікна Лу Джин і Кловіса Майкла. Поліцейський Максвелл Слайд здогадався про це й повідомив Поплінів про те, що в будинку немає дитини. Лу Джин не вірила йому, тому в істериці змусила чоловіка попрямувати до будинку. Дерево завадило поліцейському одразу вбити Кловіса Майкла, тому він влучив йому в живіт. Поранений Поплін продовжував їхати до кордону з Мексикою, та потім машина зупинилася й він помер.
У заключних титрах глядач дізнається, що після перебування в тюрмі Лу Джин Поплін довела про свою спроможність виховувати сина самотужки.

## У головних ролях
- Ґолді Гоун — Лу Джин Поплін;
- Вільям Атертон — Кловіс Майкл Поплін;
- Бен Джонсон — капітан Гарлін Теннер;
- Майкл Сакс — поліцейський Максвелл Слайд;

## Кінокритика
На сайті Rotten Tomatoes кінострічка «Шугарлендський ексрес» отримала рейтинг у 92 % (23 схвальних відгуків і 2 несхвальних).